# Eleanor Talbot
Eleanor Talbot (1435 circa – 1468) fu l'amante (o sposa segreta) del re d'Inghilterra, Edoardo IV, dal 1461 al 1464.

## Origini
Era figlia di John Talbot, I conte di Shrewsbury (ca. 1390-1453), primo conte di Shrewsbury, e di Margaret Beauchamp, figlia di Richard de Beauchamp, XIII conte di Warwick.

## Biografia
Nel 1450 fu data in sposa a Thomas Butler, figlio del signore di Sudeley, Ralph Butler e della sua prima moglie, Elizabeth Hende (? -1450/1468).
Rimase vedova nel 1461 dopo circa undici anni di matrimonio. Il suocero avrebbe voluto riappropriarsi di una delle due proprietà che aveva concesso al figlio ma non venne autorizzato in quanto Edoardo di York, eletto re al posto di Enrico VI, si appropriò di ambedue le proprietà.

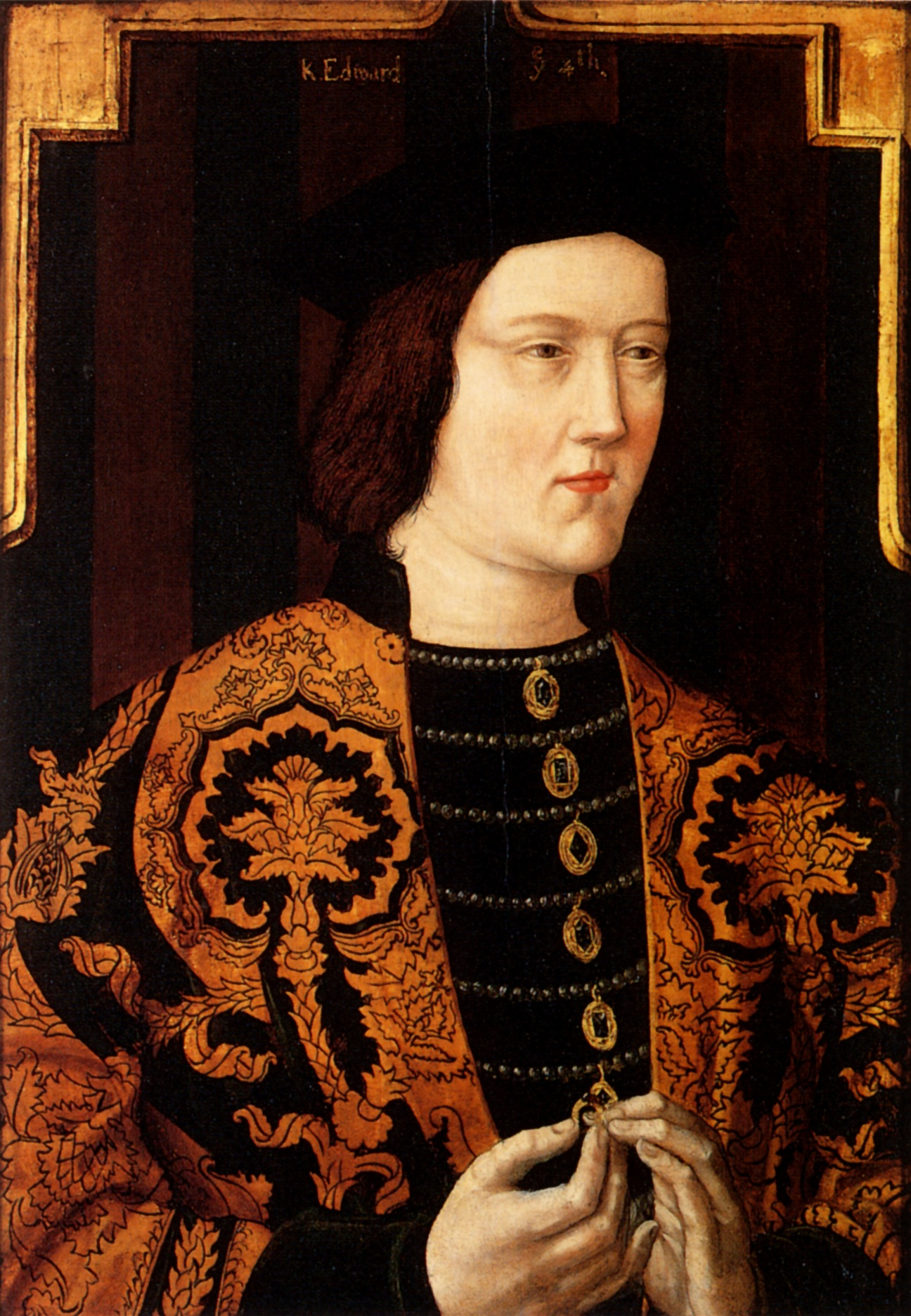
Edoardo IV re d'Inghilterra

Quando Eleanor si recò da Edoardo IV per chiedere la restituzione delle proprietà, si ipotizza che il re le abbia chiesto di diventare la sua amante; richiesta cui la nobildonna avrebbe aderito  solo dietro una promessa di matrimonio. Se effettivamente tali nozze avvennero ed in quali circostanze non è stato documentato. L’unione tra i due non produsse prole nemmeno illegittima, mentre è certo che Edoardo abbia riconosciuto e legittimato numerosi figli avuti da altre relazioni. 
Va notato che mai, per il resto della propria vita, Eleanor tentò di far riconoscere ed ufficializzare le proprie presunte nozze reali, pur essendo imparentata con il potente Richard Neville il quale era all’epoca il più fidato consigliere ed amico di Edoardo. 
Circa tre anni dopo, il 1º maggio 1464, Edoardo IV d'Inghilterra contrasse un  matrimonio segreto con Elisabetta Woodville. Le nozze rimasero segrete, in quanto erano in corso quel periodo delle trattative di pace con la Francia che prevedevano di dare una principessa della casa reale francese, Bona di Savoia,  in sposa al re Edoardo.
Eleanor, come era usanza per le nobildonne vedove, si ritirò in convento, dove morì quattro anni dopo, nel giugno 1468.
Venne tumulata nella chiesa dei Carmelitani Bianchi, a Norwich.

## Matrimoni e figli
Eleanor Talbot non ebbe figli, né dal primo, né dal secondo matrimonio.